# کام د گرسون
کام دِس گرسون (انگلیسی: Comme des Garçons) شرکت مُد ژاپنی است که توسط ری کاواکوبو تأسیس شده و اداره می‌شود. مقر این شرکت در توکیو و پاریس است که در آن، مجموعه‌های اصلی خود را در طول هفته مد پاریس و هفته مد مردان پاریس به نمایش می‌گذارد.